# جولیان دوی
جولیان دوی (انگلیسی: Julian Dowe؛ زادهٔ ۹ سپتامبر ۱۹۷۵) بازیکن فوتبال اهل بریتانیا است.
از باشگاه‌هایی که در آن بازی کرده‌است می‌توان به باشگاه فوتبال ویگان اتلتیک اشاره کرد.